# Jens Christian Djurhuus
Jens Christian Djurhuus (Nes, 1773. augusztus 21. – Kollafjørður, 1853. november 21.) feröeri költő, kollafjørðuri gazda. Főként arról ismert, hogy feröeri balladákat írt hagyományos stílusban.

## Művei
Leghíresebb műve az Ormurin langi, de legegyénibb valószínűleg a Púkaljómur (Az ördög balladája), egy vallásos témájú epikus költemény, amely John Milton 17. századi angol költő Elveszett paradicsom című művének dán fordításán alapszik.

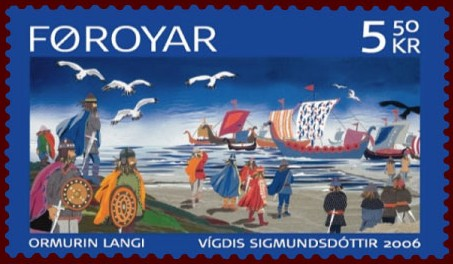
Jelenet az Ormurin langi című balladából bélyegen

Témáit általában a skandináv sagákból merítette, például a Heimskringlából (a norvég királyok krónikája) vagy a Feröeriek sagájából (Feröer keresztény hitre térésének története). Ebben a romantikus korban az óészaki irodalom divatosnak számított.

## Hatása
Minden jel arra utal, hogy a feröeriek azonnal szívükbe zárták verseit. Ezt erősíti meg V. U. Hammershaimb lelkész, balladagyűjtő 1847–1848-as úti beszámolója is, mely szerint egyszerű nyelvezetű, hagyományos stílusú balladáit szerte az országban éneklik.